# IC 493
IC 493 је спирална галаксија у сазвјежђу Рак која се налази на листи објеката дубоког неба у Индекс каталогу.
Деклинација објекта је + 25° 8' 1" а ректасцензија 8h 7m 27,6s. Привидна величина (магнитуда) објекта IC 493 износи 14,1 а фотографска магнитуда 15,0. IC 493 је још познат и под ознакама MCG 4-19-26, CGCG 118-64, PGC 22795.